# Cochlorhinini
Cochlorhinini  (лат.) — триба прыгающих насекомых из подсемейства цикадок Deltocephalinae (Cicadellidae). 

## Описание
Неарктика (эндемики США) и один вид Cochlorhinus pluto Uhler, 1876 интродуцирован в Чили). Среднего размера цикадки, как правило, земляного, зеленоватого, чёрного, желто-коричневого цвета. Голова равна или шире пронотума. Усики короткие. Макросетальная формула задних бёдер равна 2+2+1. Латеральный край пронотума килевидный. Оцеллии развиты. Встречаются на травах, в лугах и лесном подлеске. Триба близка к Koebeliini, Mukariini, Vartini или некоторым Athysanini.

## Классификация
Триба включает 12 родов и более 140 видов. 
- Allygianus Ball, 1936
- Allygiella Oman, 1949[2]
- Ballana DeLong, 1936
- Calonia Beamer, 1940[3]
- Cochlorhinus Uhler, 1876 typus[2]
- Drionia Ball, 1915
- Eulonus Oman, 1949[2]
- Gloridonus Ball, 1936
- Huleria Ball, 1902
- Limbanus Oman, 1949[2]
- Pasadenus Ball, 1936
- Penehuleria Beamer, 1934